# Schubertia (protista)
Schubertia es un género de foraminífero bentónico considerado homónimo posterior de Schubertia Gistl, 1848, y nombre superfluo de Millettia de la familia Millettiidae, de la superfamilia Buliminoidea, del suborden Buliminina y del orden Buliminida. Su especie tipo era Sagrina tessellata. Su rango cronoestratigráfico abarca desde el Eoceno hasta el Plioceno.

## Discusión
Clasificaciones previas incluían Schubertia en el suborden Rotaliina del orden Rotaliida.

## Clasificación
Schubertia incluía a la siguiente especie:
- Schubertia tessellata †, aceptada como Millettia tessellata